# Wapen van Henegouwen
Het wapen van Henegouwen bestaat sinds de 14e eeuw en bestaat uit de leeuwen van Holland en Vlaanderen. Het wapen van de Belgische provincie Henegouwen is vrijwel onafgebroken in gebruik.
Het wapen bevat de leeuwen van Holland en Vlaanderen. De graafschappen Holland en Vlaanderen hadden op zich niks met het graafschap Henegouwen te maken, waardoor de wapenelementen in dit wapen historisch gezien niks met Henegouwen van doen hebben. Het huidige wapen, met parelkroon, is in gebruik sinds de Nederlandse tijd. In de Franse tijd werd het wapen buiten gebruik genomen.

## Geschiedenis

Oude wapen Henegouwen

Een eerste wapen van Henegouwen was gebaseerd op het wapen van Boudewijn V. Op een zegel van Boudewijn V wordt de graaf te paard afgebeeld met een gekeperd schild. Boudewijn VI verplaatste het gekeperde wapen naar het tegenzegel, hij nam als wapen het wapen van Vlaanderen. In 1205 werd zijn dochter Johanna gravin van Henegouwen, maar haar man Ferrand van Portugal nam het daadwerkelijke bestuur over. Hij overleed in 1233, waarna Johanna zijn taken weer overnam. Zij haalde ook de kepers van het grafelijk wapen en zegel. Johanna’s zus, Margaretha werd in 1244 gravin van Henegouwen na het overlijden van de kinderloze Johanna. Margaretha had in twee huwelijken, twee zonen gekregen die beide aanspraak maakten op Henegouwen en Vlaanderen. De ruzie werd in 1246 beslecht door een scheidsrechterlijke uitspraak van de Franse koning Lodewijk IX. Haar oudste zoon, Jan van Avesnes kreeg Henegouwen toebedeeld, maar moest nog wachten tot het overlijden van zijn moeder. Van Avesnes overleed echter voor zijn moeder, waardoor het gebied naar Jans zoon Jan II is gegaan. In 1280 kwam Margaretha te overlijden, waarna Jan II Henegouwen van haar over nam. Willem I (III), zoon van Jan II, volgde in 1299 zijn vader op als graaf van Henegouwen en ook van Holland. De oudste bekende zegels waarop de wapens van Holland en Henegouwen zijn gecombineerd zijn van Willem. Na Willem komt het oude wapen met kepers in de 14e en 15e eeuw terug, maar in de 15e eeuw in de wapenrol van Bergshammer wel met de vermelding dat het het wapen van out henegouwe betreft.
Omdat Filips de Goede in 1433 graaf van Henegouwen, Holland, Zeeland en Friesland werd, koos hij er voor om een nieuw wapen te gaan voeren. Hij koos er voor om de wapens van de gebieden niet op te nemen in zijn eigen wapen. Ook de gebieden kregen geen nieuwe wapens, maar behielden hun oude wapen, of keerden terug naar een ouder wapen. Henegouwen kreeg het wapen dat Jan I voerde tussen 1279 en 1299, dat identiek was aan het wapen van Vlaanderen. Ook opvolgers van Filips voerden dit wapen voor Henegouwen. Na Filips II werd het wapen wel direct vervangen. In plaats van het wapen van Jan I, werd het gekwartileerde wapen van Willem I ingevoerd. Een afbeelding hiervan is bekend van een ets van de uitvaartstoet van keizer Karel V in 1558.
Het wapen bleef tot aan het einde van het ancien régime in gebruik. Het werd zowel gekroond als ongekroond gebruikt. Op zegels van het gewest stond het ongekroond afgebeeld. Ten tijde van de Franse overheersing werd het wapen verboden; het werd vervangen door de Franse maagd, omringd door de departementsnaam (Département Jemappes) in het randschrift. Het wapen werd door de Hoge Raad van Adel hersteld ten tijde van het Verenigd Koninkrijk der Nederlanden. Na de Belgische afscheiding werd het wapen in 1837 per koninklijk besluit bevestigd.

## Omschrijving
De officiële, Franstalige, blazoenering luidt als volgt:
Écartelé, aux 1 et 4 d'or au lion de sable, armé et lampassé de gueules; aux 2 et 3 d'or au lion de gueules, armé et lampassé d'azur; couronne comtale à treize perles dont trois relevées.

Gekwartierd, in het eerste en vierde kwartier een veld van goud beladen met een leeuw van sabel getongd en genageld van keel, in het tweede en derde kwartier een veld van goud beladen met een leeuw van keel getongd en genageld van azuur; het schild gekroond met een kroon van dertien parels waarvan drie verhoogd.
Hierbij zijn de heraldische kleuren goud (geel), sabel (zwart), keel (rood) en azuur (blauw).

## Overeenkomstige wapens

Het wapen van het Graafschap Vlaanderen
Het wapen van het Graafschap Holland
Het wapen van het graafschap Henegouwen
Wapen van Quaregnon